# Movimento esperantista
O Movimento Esperantista (Esperanto-movado) é um movimento social para divulgar o Esperanto ao redor do mundo. Existem muitas razões diferentes para alguém querer divulgá-lo. Alguns o fazem para promover a paz mundial, outros simplesmente querem se comunicar com pessoas através do mundo, outros para organizar os trabalhadores através do mundo (principalmente os anarquistas), outros por motivos religiosos, outros ainda para promover a igualdade lingüística. Os Esperantistas, por outro lado, são conscientes que somente a divulgação do Esperanto não pode realizar esses objetivos, mas consideram seu movimento como parte da construção de um mundo melhor. Essa vontade de construir um mundo melhor é chamada pelos esperantistas de "interna ideo", ou "ideia interna". Uma dedicação profunda a esses fins humanitários é chamado homaranismo ("humanitarismo").
Normalmente, os esperantistas se chamam entre si "samideano" [sa-mi-de-â-no] (aquele que tem as mesmas ideias que eu), palavra já dicionarizada em português.
A base do movimento esperantistas são os clubes organizados a nível municipal, que são autônomos em todos os sentidos, normalmente dirigidos pelos esperantistas mais velhos ou mais experientes, embora haja eleições regulares. Abaixo dos clubes municipais, pode haver "fakaj asocioj" (associações especializadas) por bairro, distrito, religião, profissão, etc. As associações locais se organizam em Associações Estaduais (no Brasil) que geralmente funciona apenas como clube local da capital e agregador dos trabalhos do estado, sem poderes de interferência nas associações locais. Nacionalmente existem as Ligas nacionais (Liga Brasileira de Esperanto no Brasil), sem poderes de interferência. Um clube local pode decidir se se agrega ou não à sua Associação Estadual, e esta pode ou não se agregar à Liga nacional. Existe, finalmente, a Universala Esperanto Asocio (UEA) (Associação Universal de Esperanto) em Roterdã que agrega as ligas nacionais, também de forma voluntária e sem direito a interferências.
A Universala Esperanto Asocio, nomeia delegados nacionais, regionais e locais, a chamada delegita reto, com mandato de um ano renovável indefinidamente. Os delegados tentam cumprir os pedidos de outros esperantistas relativamente a informações e ajuda, principalmente em viagem, e representam e defendem a UEA de própria iniciativa, conforme as circunstâncias e possibilidades. Os delegados funcionam como "consules", guardadas as devidas proporções. A Tutmonda Esperantista Junulara Organizo (TEJO)(Organização Mundial da Juventude Esperantista) apesar de ter surgido como uma organização à parte, hoje é uma secção da UEA.
Enquanto a UEA é uma organização neutra, politicamente falando. Outras associações mundiais existem no Movimento Esperantista, como a Sennacieca Asocio Tutmonda (SAT) (Associação Mundial Apátrida) e a Esperanta Civito (Cidadania Esperantista), que são politicamente engajadas. A SAT agrega socialistas e, principalmente, anarquistas de todo o mundo, tem, como a UEA, também uma rede de delegados, embora com outras funções. No início, na década de 20 até a Segunda Guerra Mundial, a SAT tinha uma ação política muito ativa, sendo proibida de funcionar na maioria dos países do mundo, porém, hoje, funciona mais como uma associação cultural. A Civito é uma organização recente, seu objetivo é tentar que o Esperanto seja reconhecido por organizações internacionais importantes, como o Vaticano e a ONU. 
Muito útil são os "servoj" (serviços), organizações autônomas de escala mundial, como o Esperanto korespondservo e o Pasporta Servo, que permitem aos esperantistas se corresponder e viajar pelo mundo. Hoje, a Internet e os e-mails estão colocando o korespondservo em segundo plano e esse serviço tende a desaparecer (uma carta pode levar até 40 dias para chegar!), mas o Pasporta Servo está se tornando cada vez mais útil.
Do ponto de lista lingüístico, a Akademio de Esperanto (Academia de Esperanto), academia de letras esperantista, é a maior instância. Ela é independente e autônoma. 
Existem muitas outras associações esperantistas, as "fakaj asocioj" (associações especializadas), autônomas ou não, que reúnem desde colocionadores de selos até cientistas, conforme a área.
De qualquer maneira, nenhum esperantista é obrigado a se associar a qualquer grupo, não precisa de diplomas ou documentos para ser reconhecido como "samideano", segundo a Declaração de Boulogne-sur-Mer, basta que ele saiba Esperanto e o use.